# جیمز لیا سیلیکی
جیمز لیا سیلیکی (انگلیسی: James Léa Siliki؛ زادهٔ ۱۲ ژوئن ۱۹۹۶) بازیکن فوتبال اهل فرانسه است.
از باشگاه‌هایی که در آن بازی کرده‌است می‌توان به باشگاه فوتبال رن اشاره کرد.
وی همچنین در تیم‌های ملی فوتبال زیر ۱۹ سال فرانسه و کامرون بازی کرده‌است.